# Капустихинский сельсовет
Капу́стихинский сельсове́т — административно-территориальное и муниципальное образование в Воскресенском районе Нижегородской области. Имеет статус сельского поселения.
Административный центр сельсовета — посёлок Воскресенское, не входящий в его состав.

## Население
| 2002 | 2010 | 2012 | 2013 | 2014 | 2015 | 2016 |
| ---- | ---- | ---- | ---- | ---- | ---- | ---- |
| 1154 | ↘967 | ↗980 | ↘962 | ↘955 | ↘929 | ↘917 |
| 2017 | 2018 | 2019 | 2020 | 2021 |      |      |
| ↗931 | ↘915 | ↘899 | ↘876 | ↘842 |      |      |

## Состав сельского поселения
| №  | Населённый пункт | Тип населённого пункта | Население |
| -- | ---------------- | ---------------------- | --------- |
| 1  | Бахариха         | деревня                | ↘17       |
| 2  | Богданово        | деревня                | ↘42       |
| 3  | Будилиха         | деревня                | ↘88       |
| 4  | Капустиха        | деревня                | ↘231      |
| 5  | Лучиновка        | деревня                | ↘28       |
| 6  | Площаниха        | деревня                | ↘69       |
| 7  | Русениха         | деревня                | ↘168      |
| 8  | Усиха            | деревня                | ↘17       |
| 9  | Чернышиха        | деревня                | ↘107      |
| 10 | Чухломка         | деревня                | ↗186      |
| 11 | Щербачиха        | деревня                | ↘14       |